# Clara Gazul
Clara Gazul est un personnage imaginaire créé par Prosper Mérimée, qui fit d'elle l'auteur des pièces du Théâtre de Clara Gazul.
Selon les dires de Mérimée, il s'agirait d'une comédienne espagnole, qui a également écrit neuf pièces de théâtre, dont six d'abord traduites en français par un certain Joseph Lestrange (autre pseudonyme de Prosper Mérimée), et publiées en 1825 aux éditions Sautelet (avec un portrait de l'auteur par Étienne-Jean Delécluze) sous le titre Théâtre de Clara Gazul. En 1827, un recueil de poèmes intitulé La Guzla (anagramme de Gazul), mais signé Hyacinthe Maglanovitch, pourrait pourtant lui être également attribué.
Dans la notice qui précède la première édition, on apprend que Clara Gazul est « de sang mauresque et arrière-petite-fille du tendre Maure Gazul, si fameux dans les vieilles romances espagnoles ».
C'est la revue Le Globe qui révéla finalement[Quand ?] que le véritable auteur des pièces était Prosper Mérimée.

## Pièces
- Les Espagnols en Danemark
- Une femme est un diable ou La tentation de Saint Antoine
- L'Amour africain[1].
- Inès Mendo, ou Le Préjugé vaincu
- Inès Mendo, ou Le Triomphe du préjugé
- Le Ciel et l'Enfer
- L'Occasion
- Le Carrosse du Saint-Sacrement